# Nana Arhin Duah
Nana Arhin Duah, né le 14 septembre 1980, est un footballeur international ghanéen évoluant au poste d'attaquant. 

## Biographie
Attaquant des Black Stars, Nana Arhin Duah a été appelé durant les éliminatoires de la CAN 2002, inscrivant un doublé contre le Lesotho (3-3), mais n'est pas appelé pour la phase finale. Il faut attendre les éliminatoires pour la Coupe du monde 2006, pour le voir inscrire un doublé contre la Somalie. 
En club, il a remporté le championnat du Ghana 2003, 2005 et 2007-2008 . 